# Emma Laine
Pour les articles homonymes, voir Laine (homonymie).
Emma Laine est une joueuse de tennis finlandaise née le 26 mars 1986 à Karlstad, Suède.
Elle atteint le meilleur classement de sa carrière sur le circuit WTA le 7 août 2006 (50e), année qui la voit se qualifier pour le 2e tour dans trois des quatre tournois du Grand Chelem (Open d'Australie, Roland-Garros, US Open).
Emma Laine est une figure régulière de l'équipe nationale finlandaise de Fed Cup, évoluant dans les compétitions de la zone géographique Europe/Afrique.
Elle joue essentiellement sur le circuit ITF où elle possède plus d'une cinquantaine de titres (simple et double confondus).

## Parcours en Grand Chelem

### En simple dames
| Année | Open d'Australie | Open d'Australie | Internationaux de France | Internationaux de France | Wimbledon       | Wimbledon | US Open        | US Open       |
| ----- | ---------------- | ---------------- | ------------------------ | ------------------------ | --------------- | --------- | -------------- | ------------- |
| 2005  | —                | —                | —                        | —                        | —               | —         | 2e tour (1/32) | F. Schiavone  |
| 2006  | 2e tour (1/32)   | M. Hingis        | 2e tour (1/32)           | V. Williams              | 1er tour (1/64) | G. Dulko  | 2e tour (1/32) | E. Dementieva |
| 2007  | 1er tour (1/64)  | A. Kudryavtseva  | 1er tour (1/64)          | C. Castaño               | —               | —         | —              | —             |

N.B. : à droite du résultat se trouve le nom de l'ultime adversaire.

### En double dames
| Année | Open d'Australie             | Open d'Australie          | Internationaux de France    | Internationaux de France | Wimbledon                     | Wimbledon                   | US Open                      | US Open                   |
| ----- | ---------------------------- | ------------------------- | --------------------------- | ------------------------ | ----------------------------- | --------------------------- | ---------------------------- | ------------------------- |
| 2006  | 1er tour (1/32) Hana Šromová | V. Kutuzova An. Rodionova | 2e tour (1/16) V. Uhlířová  | Lisa Raymond S. Stosur   | 3e tour (1/8) Mervana Jugić   | E. Daniilídou Anabel Medina | 2e tour (1/16) Selima Sfar   | Chakvetadze Elena Vesnina |
| 2007  | 1er tour (1/32) N. Vaidišová | B. Mattek Shenay Perry    | 2e tour (1/16) Kudryavtseva | M. Krajicek A. Radwańska | 2e tour (1/16) M. J. Martínez | Chan Yung-Jan Chuang C.J.   | 1er tour (1/32) C. Wozniacki | E. Dementieva F. Pennetta |

N.B. : le nom de la partenaire se trouve sous le résultat ; le nom des ultimes adversaires se trouve à droite.

### En double mixte
| Année | Open d'Australie | Open d'Australie | Internationaux de France | Internationaux de France | Wimbledon                  | Wimbledon                  | US Open | US Open |
| ----- | ---------------- | ---------------- | ------------------------ | ------------------------ | -------------------------- | -------------------------- | ------- | ------- |
| 2007  | —                | —                | —                        | —                        | 2e tour (1/16) J. Nieminen | Sun Tiantian Julian Knowle | —       | —       |

N.B. : le nom du partenaire se trouve sous le résultat ; le nom des ultimes adversaires se trouve à droite.

## Classements WTA en fin de saison
| Année          | 2002 | 2003 | 2004 | 2005 | 2006 | 2007 | 2008 | 2009 | 2010 | 2011 | 2012 | 2013 | 2014 | 2015 | 2016 | 2017 | 2018 |
| Rang en simple | 842  | 860  | 165  | 100  | 77   | 214  | 403  | 371  | 285  | 495  | -    | -    | 537  | -    | 549  | -    | -    |
| Rang en double | 977  | 444  | 194  | 182  | 65   | 89   | 150  | 177  | 155  | 151  | 599  | 700  | 476  | 621  | 362  | 346  | 316  |

Source : (en) Classements de Emma Laine sur le site officiel de la Fédération internationale de tennis